# Celestino Cominale
Celestino Cominale (Uggiano la Chiesa, 29 ottobre 1722 – Uggiano la Chiesa, 1785) è stato un medico e scienziato italiano.

## La vita
Nacque il 29 ottobre 1722 a Uggiano la Chiesa, nell'allora provincia di Terra d'Otranto. Iniziò i suoi studi a Lecce nel Collegio dei Padri Gesuiti. Apprese poi la Fisica, la Matematica, la Botanica ed i rudimenti della Medicina che perfezionò quando, nel 1741, passò a Napoli. Esercitò la professione di medico con amore e con maestria tanto da essere chiamato anche a Roma per ragioni professionali.
Nel 1752 fu nelle Università di Roma, Bologna, Padova e Pisa; ma dopo due anni tornò a Napoli e si dedicò all'insegnamento privato delle scienze di cui era profondo conoscitore, riunendo nella sua scuola numerosi discepoli. Fu supplente nella Regia Università di Napoli.
Sposò Lucente Lanzilao, sua concittadina, e proseguì ad insegnare fino al 1770, anno in cui fece ritorno ad Uggiano. Qui aprì uno studio privato di Filosofia e Medicina senza abbandonare l'esercizio della sua professione. Morì nel 1785.

## Opere

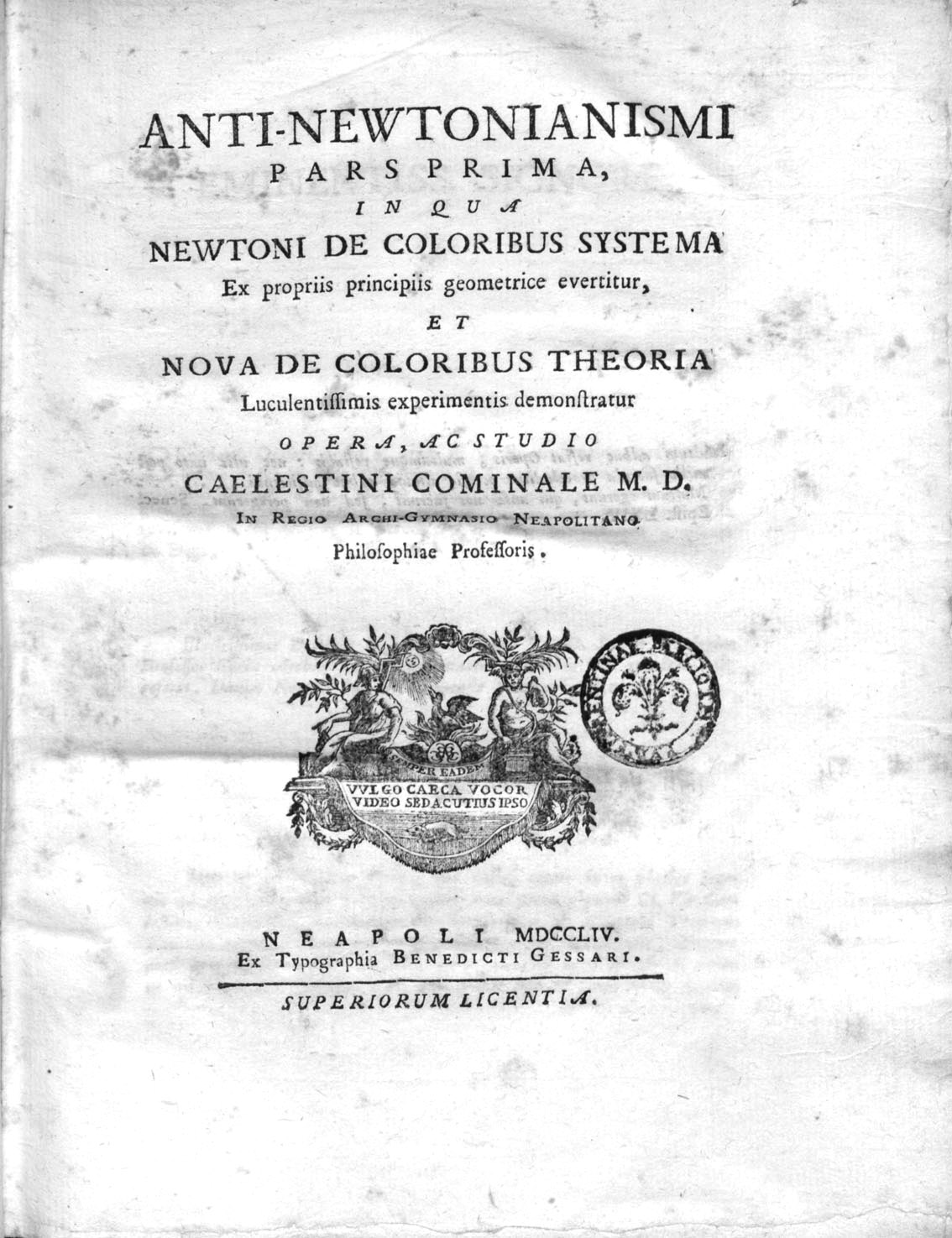
Anti-Newtonianismi, 1754

Nel 1756 pubblica la sua opera Anti-newtonianismi pars prima in qua Newtoni de coloribus systema evertitur nella quale confuta la teoria newtoniana dei colori.

### Edizioni
- (LA) Anti-Newtonianismi, vol. 1, Napoli, Benedetto Gessari, 1754.
- (LA) Anti-Newtonianismi, vol. 2, Napoli, Benedetto Gessari, 1756.